# Rawlings (compañía)
Rawlings es una compañía manufacturera de artículos deportivos de los EE.UU. Fue fundada en 1887. Su casa matriz es Jarden, Inc. Rawlings se especializa en equipamiento de béisbol, pero también fabrica artículos para softbol, baloncesto, fútbol Americano y entrenamiento. También han comenzado recientemente a hacer equipo para aficionados, como sillas, carpas, y bolsas con logotipos de los equipos.
La mayor manufactura de las pelotas de béisbol se realiza en la fábrica ubicada en Turrialba Costa Rica. 

## Rawlings y las Grandes Ligas de Béisbol
Rawlings ha sido el proveedor oficial de pelotas de béisbol de las Grandes Ligas desde 1977, sucediendo a Spalding, que había sido proveedor por cien años. 
Rawlings es también el creador del premio Guante de Oro de la MLB, y patrocinador del premio «Mujer Ejecutiva Rawlings del Año» de la Minor League Baseball (MiLB).

## Rawlings y la National Football League
A partir del 19 de agosto de 2010, Rawlings firmó un contrato de varios años con la National Football League (NFL) para proveer productos tales como toldos, tiendas de campaña, parrillas, y sillas. Esto también incluirá los refrigeradores, los asientos del estadio y los balones de fútbol.

## Rawlings y la Liga Venezolana de Béisbol Profesional
Desde la temporada 2012-13, Rawlings junto con la empresa Kaba Novedades C.A., reconocen a la excelencia defensiva durante la temporada regular de la Liga Venezolana de Béisbol Profesional otorgando el premio al Guante de Oro.